# Historique du parcours européen de l'IFK Göteborg
 (mars 2025).
Cet article présente les différentes campagnes européennes réalisées par l'IFK Göteborg depuis sa première participation à la Coupe des clubs champions en 1958.
Le club réalise ses meilleures performances au sein de la Coupe UEFA (qui devient plus tard la Ligue Europa), compétition à laquelle il participe une quinzaine de fois et qu'il remporte à deux reprises en 1982 et 1987, faisant de lui la seule équipe suédoise à remporter une compétition européenne. Il prend également part à quinze éditions de la Coupe des clubs champions/Ligue des champions, où il réalise sa meilleure performance en 1986 lorsqu'il atteint les demi-finales de la compétition. Il joue également la Coupe des coupes en 1979-1980 et 1982-1983 ainsi que la Coupe Intertoto en 2005.

## Résultats en compétitions européennes

### Légende du tableau
| Vainqueur de la compétition | Victoire ou qualification | Match nul | Défaite ou élimination |

### Résultats
Note : dans les résultats ci-dessous, le score du club est toujours donné en premier.
| Saison    | Compétition               | Tour                | Club                   | Domicile | Extérieur | Total             |
| --------- | ------------------------- | ------------------- | ---------------------- | -------- | --------- | ----------------- |
| 1958-1959 | Coupe des clubs champions | Tour préliminaire   | La Jeunesse d'Esch     | 0 - 1    | 2 - 1     | 2 - 2 5 - 1       |
| 1958-1959 | Coupe des clubs champions | Huitièmes de finale | Wismut Karl-Marx-Stadt | 2 - 2    | 0 - 4     | 2 - 6             |
| 1959-1960 | Coupe des clubs champions | Tour préliminaire   | Linfield FC            | 6 - 1    | 1 - 2     | 7 - 3             |
| 1959-1960 | Coupe des clubs champions | Huitièmes de finale | Sparta Rotterdam       | 3 - 1    | 1 - 3     | 4 - 4 1 - 3       |
| 1961-1962 | Coupe des clubs champions | Tour préliminaire   | Feyenoord Rotterdam    | 0 - 3    | 2 - 8     | 2 - 11            |
| 1970-1971 | Coupe des clubs champions | Seizièmes de finale | Legia Varsovie         | 0 - 4    | 1 - 2     | 1 - 6             |
| 1979-1980 | Coupe des coupes          | Seizièmes de finale | Waterford FC           | 1 - 0    | 1 - 1     | 2 - 1             |
| 1979-1980 | Coupe des coupes          | Huitièmes de finale | Paniónios GSS          | 2 - 0    | 0 - 1     | 2 - 1             |
| 1979-1980 | Coupe des coupes          | Quarts de finale    | Arsenal FC             | 0 - 0    | 1 - 5     | 1 - 5             |
| 1980-1981 | Coupe UEFA                | Premier tour        | FC Twente              | 2 - 0    | 1 - 5     | 3 - 5             |
| 1981-1982 | Coupe UEFA                | Premier tour        | Haka Valkeakoski       | 4 - 0    | 3 - 2     | 7 - 2             |
| 1981-1982 | Coupe UEFA                | Seizièmes de finale | Sturm Graz             | 3 - 2    | 2 - 2     | 5 - 4             |
| 1981-1982 | Coupe UEFA                | Huitièmes de finale | Dinamo Bucarest        | 3 - 1    | 1 - 0     | 4 - 1             |
| 1981-1982 | Coupe UEFA                | Quarts de finale    | Valence CF             | 2 - 0    | 2 - 2     | 4 - 2             |
| 1981-1982 | Coupe UEFA                | Demi-finales        | FC Kaiserslautern      | 2 - 1 ap | 1 - 1     | 3 - 2             |
| 1981-1982 | Coupe UEFA                | Finale              | Hambourg SV            | 1 - 0    | 3 - 0     | 4 - 0             |
| 1982-1983 | Coupe des coupes          | Seizièmes de finale | Újpest Dósza           | 1 - 1    | 1 - 3     | 2 - 4             |
| 1983-1984 | Coupe des clubs champions | Tour préliminaire   | AS Rome                | 2 - 1    | 0 - 3     | 2 - 4             |
| 1984-1985 | Coupe des clubs champions | Seizièmes de finale | Avenir Beggen          | 9 - 0    | 8 - 0     | 17 - 0            |
| 1984-1985 | Coupe des clubs champions | Huitièmes de finale | KSK Beveren            | 1 - 0    | 1 - 2     | 2E - 2            |
| 1984-1985 | Coupe des clubs champions | Quarts de finale    | Panathinaïkos          | 0 - 1    | 2 - 2     | 2 - 3             |
| 1985-1986 | Coupe des clubs champions | Seizièmes de finale | Botev Plovdiv          | 3 - 2    | 2 - 1     | 5 - 3             |
| 1985-1986 | Coupe des clubs champions | Huitièmes de finale | Fenerbahçe SK          | 4 - 0    | 1 - 2     | 5 - 2             |
| 1985-1986 | Coupe des clubs champions | Quarts de finale    | Aberdeen FC            | 0 - 0    | 2 - 2     | 2E - 2            |
| 1985-1986 | Coupe des clubs champions | Demi-finales        | FC Barcelone           | 3 - 0    | 0 - 3 ap  | 3 - 3 (4 - 5 tab) |
| 1986-1987 | Coupe UEFA                | Premier tour        | Sigma Olomouc          | 4 - 0    | 1 - 1     | 5 - 1             |
| 1986-1987 | Coupe UEFA                | Seizièmes de finale | Stahl Brandenburg      | 2 - 0    | 1 - 1     | 3 - 1             |
| 1986-1987 | Coupe UEFA                | Huitièmes de finale | KAA La Gantoise        | 4 - 0    | 1 - 0     | 5 - 0             |
| 1986-1987 | Coupe UEFA                | Quarts de finale    | Inter Milan            | 0 - 0    | 1 - 1     | 1E - 1            |
| 1986-1987 | Coupe UEFA                | Demi-finales        | Swarovski Tirol        | 4 - 1    | 1 - 0     | 5 - 1             |
| 1986-1987 | Coupe UEFA                | Finale              | Dundee United          | 1 - 0    | 1 - 1     | 2 - 1             |
| 1987-1988 | Coupe UEFA                | Premier tour        | Brøndby IF             | 0 - 0    | 1 - 2     | 1 - 2             |
| 1988-1989 | Coupe des clubs champions | Seizièmes de finale | Pezoporikos Larnaca    | 5 - 1    | 2 - 1     | 7 - 2             |
| 1988-1989 | Coupe des clubs champions | Huitièmes de finale | KF Tirana              | 1 - 0    | 3 - 0     | 4 - 0             |
| 1988-1989 | Coupe des clubs champions | Quarts de finale    | Steaua Bucarest        | 1 - 0    | 1 - 5     | 2 - 5             |
| 1989-1990 | Coupe UEFA                | Premier tour        | Žalgiris Vilnius       | 1 - 0    | 0 - 2     | 1 - 2             |
| 1991-1992 | Coupe des clubs champions | Seizièmes de finale | Flamurtari Vlorë       | 0 - 0    | 1 - 1     | 1E - 1            |
| 1991-1992 | Coupe des clubs champions | Huitièmes de finale | Panathinaïkos          | 2 - 2    | 0 - 2     | 2 - 4             |
| 1992-1993 | Ligue des champions       | Seizièmes de finale | Beşiktaş JK            | 2 - 0    | 1 - 2     | 3 - 2             |
| 1992-1993 | Ligue des champions       | Huitièmes de finale | Lech Poznań            | 1 - 0    | 3 - 0     | 4 - 0             |
| 1992-1993 | Ligue des champions       | Groupe 2            | AC Milan               | 0 - 1    | 0 - 4     | Deuxième          |
| 1992-1993 | Ligue des champions       | Groupe 2            | FC Porto               | 1 - 0    | 0 - 2     | Deuxième          |
| 1992-1993 | Ligue des champions       | Groupe 2            | PSV Eindhoven          | 3 - 0    | 3 - 1     | Deuxième          |
| 1994-1995 | Ligue des champions       | Tour préliminaire   | Sparta Prague          | 2 - 0    | 0 - 1     | 2 - 1             |
| 1994-1995 | Ligue des champions       | Groupe A            | Manchester United      | 3 - 1    | 2 - 4     | Deuxième          |
| 1994-1995 | Ligue des champions       | Groupe A            | FC Barcelone           | 1 - 4    | 1 - 0     | Deuxième          |
| 1994-1995 | Ligue des champions       | Groupe A            | Galatasaray SK         | 1 - 0    | 1 - 0     | Deuxième          |
| 1994-1995 | Ligue des champions       | Quarts de finale    | Bayern Munich          | 2 - 2    | 0 - 0     | 2 - 2E            |
| 1995-1996 | Ligue des champions       | Tour préliminaire   | Legia Varsovie         | 1 - 2    | 0 - 1     | 1 - 3             |
| 1996-1997 | Ligue des champions       | Tour préliminaire   | Ferencváros TC         | 3 - 0    | 1 - 1     | 4 - 1             |
| 1996-1997 | Ligue des champions       | Groupe D            | Rosenborg BK           | 2 - 3    | 0 - 1     | Quatrième         |
| 1996-1997 | Ligue des champions       | Groupe D            | FC Porto               | 0 - 2    | 1 - 2     | Quatrième         |
| 1996-1997 | Ligue des champions       | Groupe D            | AC Milan               | 2 - 1    | 2 - 4     | Quatrième         |
| 1997-1998 | Ligue des champions       | Deuxième tour Q     | Glasgow Rangers        | 3 - 0    | 1 - 1     | 4 - 1             |
| 1997-1998 | Ligue des champions       | Groupe E            | Paris Saint-Germain    | 0 - 1    | 0 - 3     | Quatrième         |
| 1997-1998 | Ligue des champions       | Groupe E            | Bayern Munich          | 1 - 3    | 1 - 0     | Quatrième         |
| 1997-1998 | Ligue des champions       | Groupe E            | Beşiktaş JK            | 2 - 1    | 0 - 1     | Quatrième         |
| 1998-1999 | Coupe UEFA                | Premier tour Q      | Union Luxembourg       | 4 - 0    | 3 - 0     | 7 - 0             |
| 1998-1999 | Coupe UEFA                | Deuxième tour Q     | Fenerbahçe SK          | 2 - 0    | 0 - 1     | 2 - 2E            |
| 1999-2000 | Coupe UEFA                | Tour préliminaire   | Cork City              | 3 - 0    | 0 - 1     | 3 - 1             |
| 1999-2000 | Coupe UEFA                | Premier tour        | Lech Poznań            | 0 - 0    | 2 - 1     | 2 - 1             |
| 1999-2000 | Coupe UEFA                | Deuxième tour       | AS Rome                | 0 - 2    | 0 - 1     | 0 - 3             |
| 2002-2003 | Coupe UEFA                | Tour préliminaire   | Zimbru Chișinău        | 2 - 2    | 1 - 3     | 3 - 5             |
| 2005      | Coupe Intertoto           | Premier tour        | Victoria Rosport       | 3 - 1    | 2 - 1     | 5 - 2             |
| 2005      | Coupe Intertoto           | Deuxième tour       | Lombard-Pápa           | 1 - 0    | 3 - 2     | 4 - 2             |
| 2005      | Coupe Intertoto           | Troisième tour      | VfL Wolfsburg          | 0 - 2    | 0 - 2     | 0 - 4             |
| 2006-2007 | Coupe UEFA                | Premier tour Q      | Derry City             | 0 - 1    | 0 - 1     | 0 - 2             |
| 2008-2009 | Ligue des champions       | Premier tour Q      | SS Murata              | 4 - 0    | 5 - 0     | 9 - 0             |
| 2008-2009 | Ligue des champions       | Deuxième tour Q     | FC Bâle                | 1 - 1    | 2 - 4     | 3 - 5             |
| 2009-2010 | Ligue Europa              | Troisième tour Q    | Hapoël Tel-Aviv        | 1 - 3    | 1 - 1     | 2 - 4             |
| 2010-2011 | Ligue Europa              | Troisième tour Q    | AZ Alkmaar             | 1 - 0    | 0 - 2     | 1 - 2             |
| 2013-2014 | Ligue Europa              | Deuxième tour Q     | AS Trenčín             | 0 - 0    | 1 - 2     | 1 - 2             |
| 2014-2015 | Ligue Europa              | Premier tour Q      | CS Fola Esch           | 0 - 0    | 2 - 0     | 2 - 0             |
| 2014-2015 | Ligue Europa              | Deuxième tour Q     | Győri ETO FC           | 0 - 1    | 3 - 0     | 3 - 1             |
| 2014-2015 | Ligue Europa              | Troisième tour Q    | Rio Ave FC             | 0 - 1    | 0 - 0     | 0 - 1             |
| 2015-2016 | Ligue Europa              | Deuxième tour Q     | Śląsk Wrocław          | 2 - 0    | 0 - 0     | 2 - 0             |
| 2015-2016 | Ligue Europa              | Troisième tour Q    | CF Belenenses          | 0 - 0    | 1 - 2     | 1 - 2             |
| 2016-2017 | Ligue Europa              | Premier tour Q      | Llandudno FC           | 5 - 0    | 2 - 1     | 7 - 1             |
| 2016-2017 | Ligue Europa              | Deuxième tour Q     | Piast Gliwice          | 0 - 0    | 3 - 0     | 3 - 0             |
| 2016-2017 | Ligue Europa              | Troisième tour Q    | HJK Helsinki           | 1 - 2    | 2 - 0     | 3 - 2             |
| 2016-2017 | Ligue Europa              | Barrages Q          | Qarabağ FK             | 1 - 0    | 0 - 3     | 1 - 3             |
| 2020-2021 | Ligue Europa              | Deuxième tour Q     | FC Copenhague          | 1 - 2    | N/A       | 1 - 2             |

1. ↑  Match d'appui disputé à Göteborg.
2. ↑  Match d'appui disputé à Brême.

## Bilan
| Compétition              | Titres | P  | M   | V  | N  | D  | BP  | BC  | Diff. |
| ------------------------ | ------ | -- | --- | -- | -- | -- | --- | --- | ----- |
| Ligue des champions (C1) | -      | 15 | 82  | 35 | 13 | 34 | 138 | 119 | +19   |
| Coupe des coupes (C2)    | -      | 2  | 8   | 2  | 3  | 3  | 7   | 11  | -4    |
| Ligue Europa (C3)        | 2      | 16 | 69  | 32 | 18 | 19 | 97  | 59  | +38   |
| Coupe Intertoto          | -      | 1  | 6   | 4  | 0  | 2  | 9   | 8   | +1    |
| Total                    | 2      | 34 | 165 | 73 | 34 | 58 | 251 | 197 | +54   |